# 18. Armee (Wehrmacht)
La 18ª Armata della Wehrmacht (in tedesco: 18. Armee) fu un'armata dell'Esercito tedesco attiva durante la Seconda guerra mondiale che venne creata nel 1939 e fu impiegata nella campagna di Francia e sul fronte orientale, dove fu fatta prigioniera nel maggio del 1945.

## Storia

### Campagna di Francia
L'armata fu costituita il 4 novembre 1939, era subordinata all'Heeresgruppe B e venne utilizzata per proteggere il confine occidentale della Germania con i Paesi Bassi. Dal 10 maggio 1940 prese parte alla campagna di Francia, avanzando nei Paesi Bassi lungo lo IJsselmeer, Moerdijk e Rotterdam, tuttavia quando il tentativo di persuadere il comandante della città olandese ad arrendersi fallì, il 14 maggio, il comandante in capo della 18. Armee, Georg von Küchler, minacciò i difensori di Rotterdam con un bombardamento alle 15:00. Nonostante il cessate il fuoco concordato, non è stato più possibile richiamare tutti gli aerei da combattimento tedeschi ed il centro storico fu gravemente colpito, causando la morte di 814 civili; questo evento portò alla resa della città la sera stessa. Successivamente l'armata fu schierata per attaccare Anversa, la Schelda e dal 28 maggio prese parte alla battaglia di Dunkerque. All'inizio della seconda fase della campagna, combatté a Parigi e poi avanzò verso la Loira; il 14 giugno, unità dell'armata entrarono a Parigi e tra il 17 e il 20 giugno attraversò il fiume per poi spingersi più a sud. Dopo la fine della campagna fu trasferita nel sud-ovest della Francia con compiti di occupazione.

### Fronte orientale
Alla fine di luglio 1940 l'armata fu trasferita in Polonia, sotto l'Heeresgruppe Nord e dal 22 giugno 1941, prese parte all'operazione Barbarossa, sfondando le posizioni di confine sovietiche e avanzando attraverso il Niemen fino a Kaunas e Libau. Dopo aver conquistato le città, si fece strada attraverso la Lituania e la Lettonia, conquistando Riga e poi l'Estonia. L'8 luglio raggiunse il Lago Peipus e Narva, ha poi sfondato la posizione di Luga ed è avanzata verso la Neva e il Lago Ladoga. Nel settembre 1941 prese parte all'assedio di Leningrado e avanzò verso Peterhof; allo stesso tempo, conquistò le isole baltiche. Dalla fine di settembre 1941 dovette difendersi davanti a Leningrado, Lomonosov e tra il lago Ilmen, il lago Ladoga ed il Volchov. L'armata combatté nella zona di Leningrado fino all'inizio del 1944, quando dovette gradualmente ritirarsi attraverso i Paesi Baltici fino in Curlandia, che raggiunse nell'autunno dello stesso anno. L'armata fu circondata insieme alla 16. Armee e rimase qui fino alla fine della guerra, quando si arrese l'8 maggio 1945.

## Ordine di battaglia
- XXVI. Armeekorps
- X. Armeekorps
- 9. Panzer-Division
- 208. Infanterie-Division
- 225. Infanterie-Division

18. Armee 21 luglio 1940
- XVII. Armeekorps
- XXXIV. Armeekorps
- III. Armeekorps
- XXXV. Armeekorps
- XXX. Armeekorps
- XXVI. Armeekorps
- XXXXIV. Armeekorps
- XIX. Armeekorps

18. Armee 13 settembre 1940
- I. Armeekorps
- XXVI. Armeekorps
- XVI. Armeekorps

18. Armee 11 marzo 1941
- XXVI. Armeekorps
- I. Armeekorps
- II. Armeekorps
- Panzergruppe 4

18. Armee 3 aprile 1941
- XXVI. Armeekorps
- I. Armeekorps
- II. Armeekorps
- Panzergruppe 4
- XX. Armeekorps
- X. Armeekorps
- VI. Armeekorps

- XXXVIII. Armeekorps
- XXVI. Armeekorps
- I. Armeekorps
- 291. Infanterie-Division

18. Armee 2 ottobre 1941
- XXXXII. Armeekorps
- XXVI. Armeekorps
- XXXVIII. Armeekorps
- L. Armeekorps

18. Armee 9 luglio 1942
- L. Armeekorps
- XXVI. Armeekorps
- XXVIII. Armeekorps
- I. Armeekorps
- XXXVIII. Armeekorps
- 12. Panzer-Division

18. Armee 1º marzo 1943
- L. Armeekorps
- LIV. Armeekorps
- XXVI. Armeekorps
- XXVIII. Armeekorps
- I. Armeekorps
- XXXVIII. Armeekorps
- III. Luftwaffen-Feld-Korps
- 170. Infanterie-Division

- III. SS-Armeekorps
- L. Armeekorps
- LIV. Armeekorps
- XXVI. Armeekorps
- XXVIII. Armeekorps
- XXXVIII. Armeekorps

18. Armee 31 agosto 1944
- XXVIII. Armeekorps
- XXXVIII. Armeekorps
- VI. SS-Armeekorps
- L. Armeekorps
- X. Armeekorps
- 14. Panzer-Division

18. Armee 5 novembre 1944
- II. Armeekorps
- X. Armeekorps
- III. SS-Armeekorps
- I. Armeekorps
- 52. Infanterie-Division

18. Armee 19 gennaio 1945
- II. Armeekorps
- X. Armeekorps
- I. Armeekorps
- 52. Infanterie-Division
- 14. Panzer-Division[1]

## Comandanti
- Generalfeldmarschall Georg von Küchler (4 novembre 1939 - 16 gennaio 1942)
- Generaloberst Georg Lindemann (16 gennaio 1942 - 29 marzo 1944)
- General der Artillerie Herbert Loch (29 marzo 1944 - 2 settembre 1944)
- General der Infanterie Ehrenfried Oskar Boege (2 settembre 1944 - 8 maggio 1945)[1]